# Asphondylia digitata
Asphondylia digitata är en tvåvingeart som beskrevs av Gagne 1990. Asphondylia digitata ingår i släktet Asphondylia och familjen gallmyggor. Inga underarter finns listade i Catalogue of Life.